# Bulbophyllum nutans
Bulbophyllum nutans är en orkidéart som först beskrevs av Louis Marie Aubert Du Petit-Thouars, och fick sitt nu gällande namn av Louis Marie Aubert Du Petit-Thouars. Bulbophyllum nutans ingår i släktet Bulbophyllum och familjen orkidéer.

## Underarter
Arten delas in i följande underarter:
- Bulbophyllum nutans var. nutans
- Bulbophyllum nutans var. variifolium

## Bildgalleri

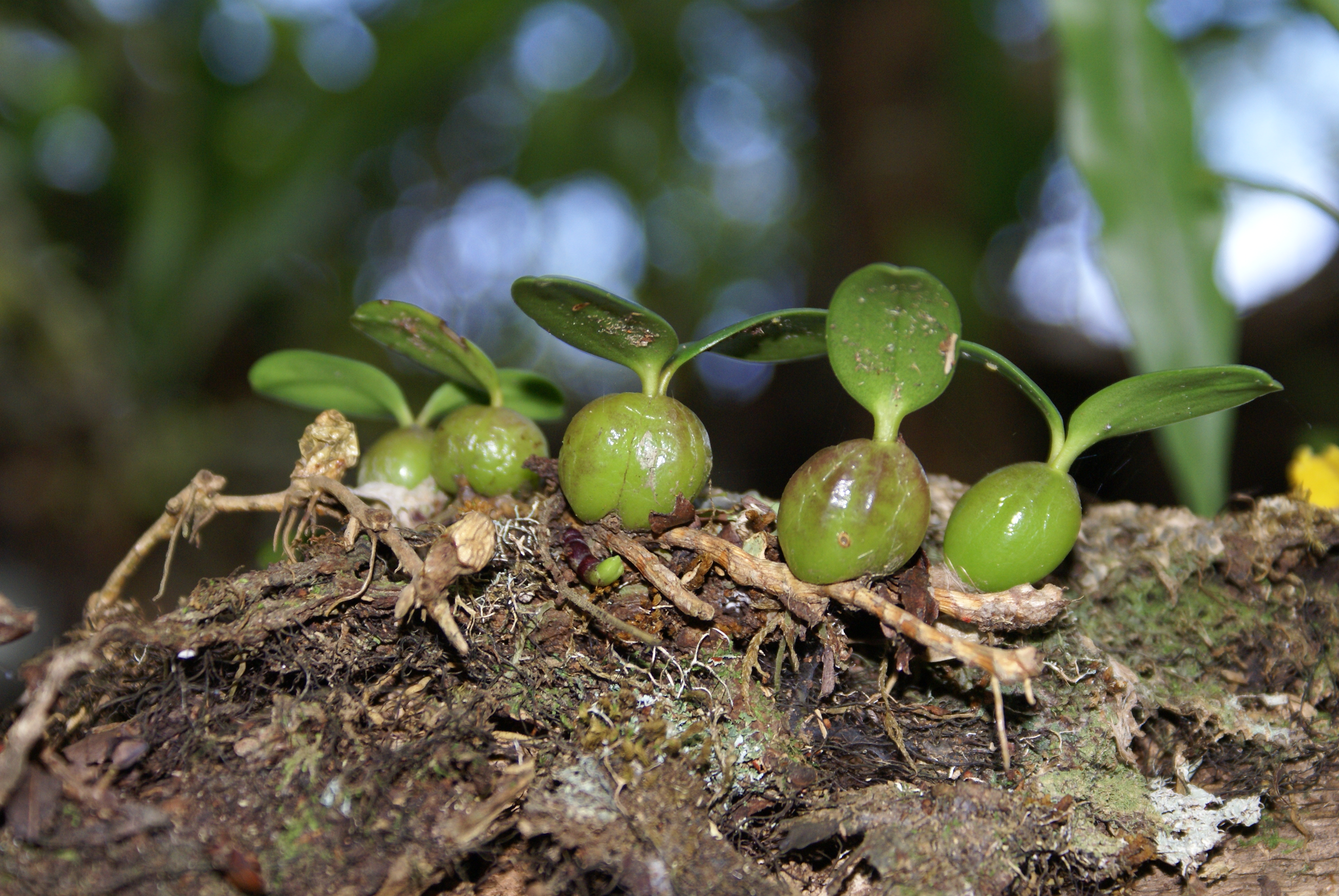